# الزي العسكري للقوات المسلحة العراقية
الزي العسكري للقوات المسلحة العراقية أو القيافة العسكرية هو لباس موحد يرتديه أفراد القوات المسلحة العراقية والذي يميزه عن باقي أفراد الشعب.
بعد عام 2003 قامت الولايات المتحدة بحل الجيش الجيش العراقي وأعادة هيكلته، ومما قامت به تزويد الجيش بالمعدات ومن ضمنها الزي، تجهيز متوسط الجندي العراقي بمجموعة متنوعة من الازياء العسكرية (خاصة زي المعركة) بدءاً من الزي تمويه الصحراء DCU، وزي قتال الصحراء ذو الستة ألوان DBDU وزي نمط الغابة BDU وزي MARPAT للولايات المتحدة أو زي KA7 الأردني.

## نظرة عامة

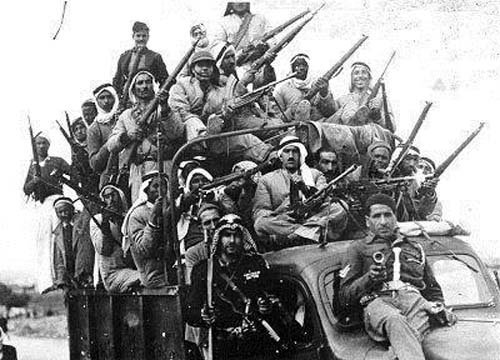
فوج الإمام موسى الكاظم أول وحدات الجيش العراقي التي شُكلت

لقد خرجت الازياء بشكل عام عند الإنسان منذ العصور القديمة لكن مع وجود علامة مميزة لفئة أو شعب أو قوة، بالتالي لم تكن سوى ازياء للتفريق بين الاعراق والقبائل، اما في منتصف القرن الـ 19 بعدما تنوعت ازياء الجيش للمشاة والبحرية، ظهرت الازياء العسكرية محددة بضوابط إلى حد ما، حتى عام 1914 حيث كانت الحرب العالمية الأولى وثورة الازياء العسكرية الحديثة، والتي تمثلت بتنوع كبير في صنوف الجيش العديدة وازياءه ورتبه، وايضًا الخوذ فأصبحت كل علامة بسيطة في الزي تدل على فرقة أو سرية أو كتيبة.
القيافة لغوياً: قاف قوفا وقيافة، وهي إتباع الأثر. واصطلاحا القيافة هي إلحاق الأولاد بأبائهم وأقاربهم، استنادا إلى علامات وإلى شبه بينهم، وهذا كان شائعا في الجاهلية، لكن نهى عنه الإسلام وجعل موازين شرعية في كيفية إلحاق الأولاد بالآباء مع الجهل، أو يراد بها ربط علاقة شعب ما بعد البحث عن قواسم مشتركة مع غيره من الشعوب كالحضارة واللغة والازياء.

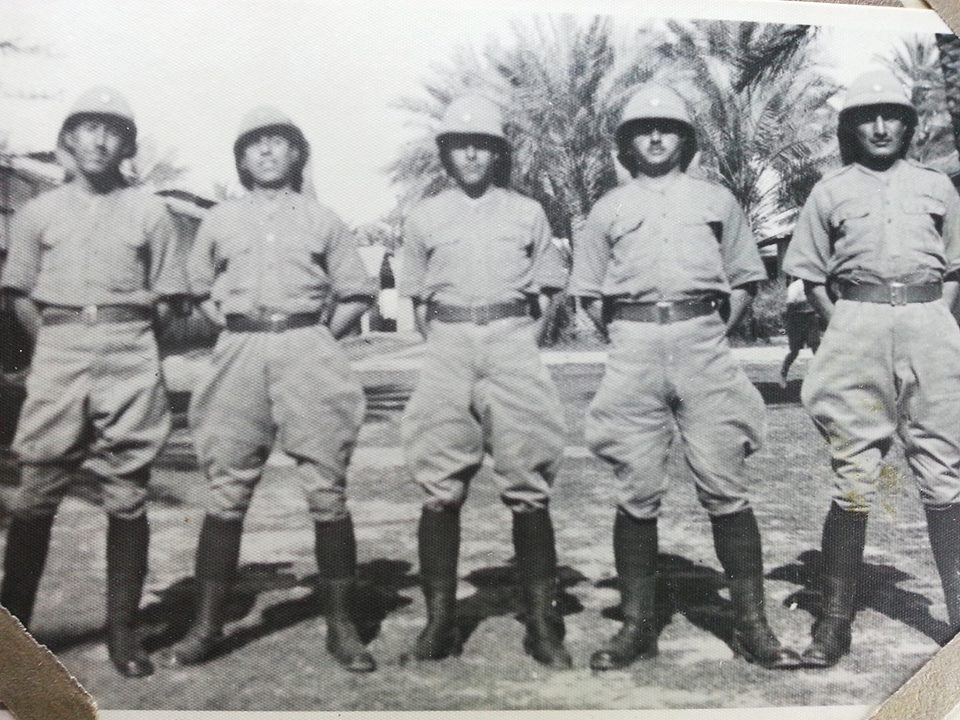
ضباط تخرجوا من الكلية العسكرية الملكية العراقية في الدورة 18

القيافة بمفهومها العسكري الصارم (القيافة العسكرية) والمقصود به تحديد هوية ذلك الجيش من خلال الازياء التي تكون مستنبطة من تاريخ الدولة، أو على الاقل تميزها من بين الجيوش والقوات الأخرى وعادة ما تكون القيافة العسكرية الجيدة علامة كافية ووافية على وجود قوات عسكرية منظمة وفق عقيدة عسكرية من قبل مؤسسة مركزية تتمثل بالمؤسسة العسكرية أو السلطة المركزية، ولربما يكون تاريخ تلك الدولة هو الذي يفرض القيافة العسكرية الصارمة والجيدة.

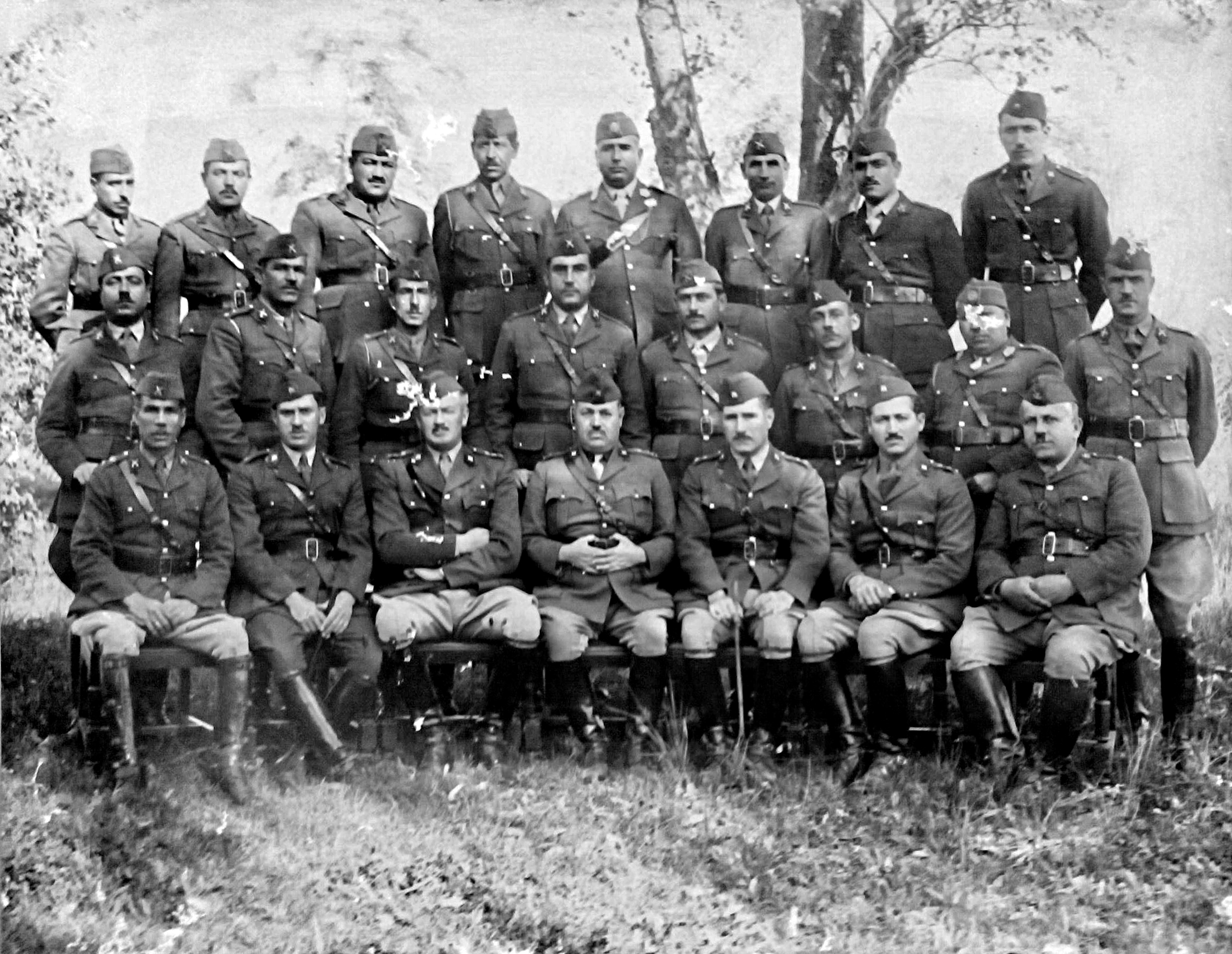
10 شباط 1942 من دورة كلية الأركان

مع بدء تكوين الجيش العراقي ظهرت القيافة الخاصة بالجيش العراقي وكانت متأثرة بالأزياء العسكرية البريطانية (نتيجة للاحتال البريطاني في ذلك الوقت) وكذلك تأثرت بأزياء البلد في تلك الحقبة، استمرت عمليات تعديل واستحداث الازياء الجديدة لصنوف الجيش المختلفة والفترات الزمنية المتعددة حتى وصل إلى ما هو عليه حاليا.

يختلف الزي العسكري من قيادة (القوة) لاخرى ومن صنف لاخر ويتم عن طريق الزي العسكري معرفة نوع القوة والصنف ويتم معرفة ذلك سواء من لون الزي أو من لون البيريه (غطاء الرأس) أو من الشارات العسكرية الموزعة على الزي سواء على الصدر أو الاكتاف أو الياقة وغيرها.

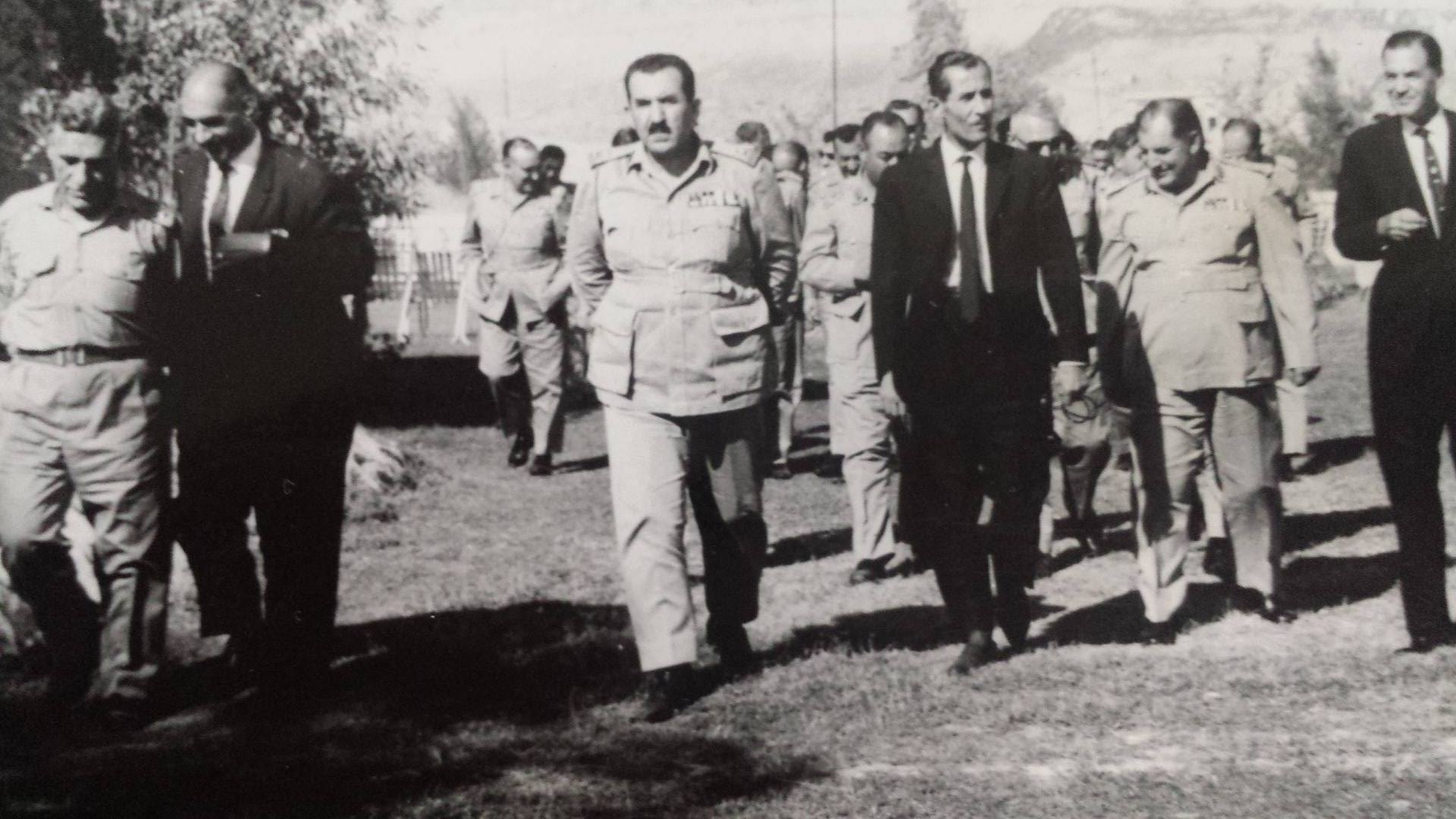
مجموعة من الضباط العراقيين

## أنواع القيافات في الجيش
تنقسم القيافة العسكرية إلى ست أنواع لكل نوع استخدامه، مع مراعات الالوان والرموز حسب القيادة والصنف
تستخدم القوة البرية والصنوف المنضوية تحت قيادتها (مشاة، دروع، مدفعية، قوات خاصة... الخ)اللون الزيتوني الفاتح (الخاكي) في فصل الصيف، واللون الزيتوني في فصل الشتاء ويمكن أرتداء الزيتوني على مدار السنة.
تستخدم القوة الجوية وقيادة طيران الجيش وقيادة الدفاع الجوي اللون الازرق صيفا وشتاءاً.
تستخدم القوة البحرية اللون الاسود شتاءاً واللون الابيض صيفاً ويمكن ان يرتدا اللون الأبيض على مدار السنة.
- القيافة الأولى (الزي الكامل): وهي قيافة المراسيم والمناسبات؛ هيَ خاصة بالمراسيم والمناسبات العسكرية أو الاعياد الوطنية، وتختلف من حيث الشكل واللون حسب الصنف والمناسبة[1]، ولها أسس وتقاليد لارتدائها ويختلف ارتدائها وبعض محتوياتها بحسب صفة الضابط (أعوان، قادة، آمرين) وهي كالتالي (* الزي الرسمي في الجيش العراقي للضباط فقط فلا يسمح للأفراد دون الضباط بأرتداءه):

اولاً / الاساسيات:
1. قبعة (كاسكيت نوع Peaked hat) ورمز حسب الرتبة ويكون لونها من نفس قماش البدلة (حسب القوة).
2. السترة والسروال من القماش.
3. القميص: للقوة الجوية وقيادة طيران الجيش ازرق سماوي، للقوة البحرية أبيض، باقي القوات (الاسلحة) خاكي فاتح؛ وربطة عنق (رباط) من نفس لون البدلة.
4. حاملة رتب (كتافية) يثبت عليها الرتب المعدنية، تكون الرتب مؤطرة بظفية ذهبية. بالنسبة للقوة البحرية فالرتب تكون على هيئة رموز ذهبية موضوعة على نهاية أكمام السترة.
5. ضفيرة القوردون (أو الأَجَمَة) في الكتف، يستخدم في التفريق بين الفصائل والسرايا من خلال لون القاردون.
6. حذاء قصير ذو نصف رقبة احمر (جوزي غامق) وجوارب من نفس لون البدلة.
7. البنيقة (حسب الرتبة) وشارة الركن لمستحقيها فقط.

ثانياً / ملحقات القيافة الواجب توفرها:
1. شارة خريجي كليات الدفاع الوطني والحرب تعلق في زر جيب الصدر الايسر (لمستحقيها حصراً).
2. رقعة الاسم فوق الجيب الأيمن والصنف اعلى الجيب الايسر.
3. نطاق جلدي جوزي غامق (للسيف أو المسدس).
4. أشارة الانضباط العسكري لضباط الانضباط.
5. الانواط المعدنية (تصدر بأمر فقط) وموقعها صدر السترة الايسر.
6. عصا التبختر (تحمل في الكلية العسكرية أو المؤسسات التدريبية حصراً).
7. الجيب السفلي يظهر منه اعلاه فقط (مثل الستر المدنية).
8. حزام جلدي من نفس لون القماش للسروال.

- القيافة الثانية: وهي القيافة المخصصة للعشاء، وتكون مميزة بلونها الأسود والشريط الاحمر على البنطال والسدارة السوداء (غطاء الرأس المستدير) مدورة بشريط أحمر.
- القيافة الثالثة: وهي قيافة النزول من الوحدة العسكرية (حصراً لطلاب الكليات والمعاهد العسكرية وتشبه القيافة الأولى إلى حدً ما).
- القيافة الرابعة: قيافة المكتب وهي قيافة مخصصة حصراً للعمل المكتبي في الوحدات العسكرية ويشبه فصالها الملابس المدنية (يتم أرتداءها من قبل الضباط والمراتب وضباط الصف مع مراعاة الرموز للتفريق بين الرتب). للقوة الجوية بنطال ازرق مع قميص ازرق سماوي وسيدارة زرقاء ورمزحسب الرتبة، باقي القوات خاكي فاتح وبيريه بلون يدل على القوة (السلاح) ورمز البيرية للدلالة على الصنف والرتبة. الوان البيريه: كحلي (أزرق بحري) للبحرية، أزرق غامق للمدفعية، أسود للدروع، خاكي للمشاة، أحمر للانضباط العسكري، أخضر للصاعقة، كستنائي (ماروني) للقوات الخاصة، وشعار الجمهورية للضباط والمراتب، اما الضباط برتبة لواء وفريق وفريق أول فشعار البيرية شعار القادة.[2]

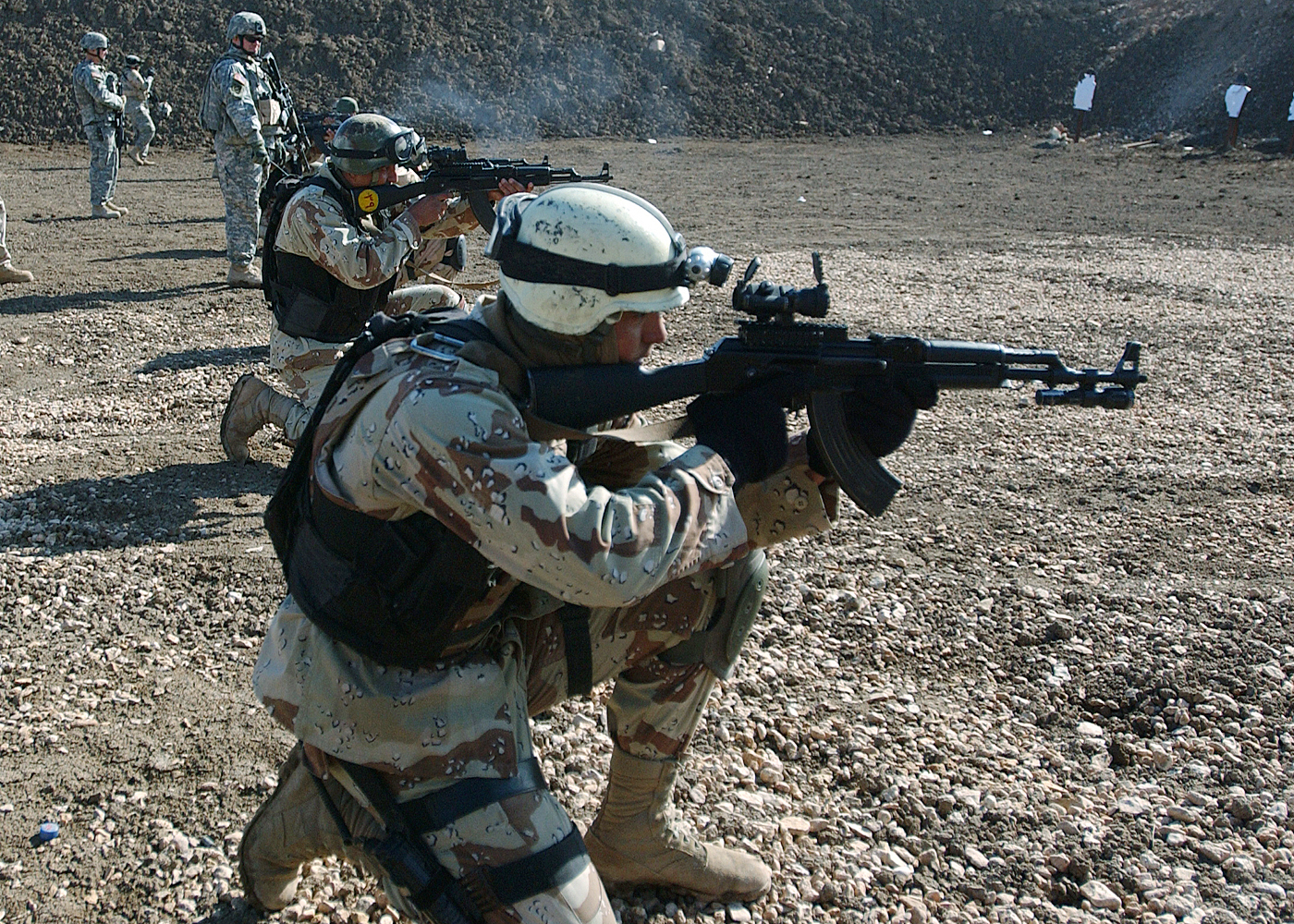
جنود عراقيون أثناء التدريب بزي المعركة الكامل

- القيافة الخامسة: قيافة الميدان والتدريب والأدامة أو تسمى بالقيافة التعبوية وتخصص لأغراض القتال وما شابه ذلك، ويكون زي عسكري مموه، في غير المعركة بقبعة مسطحة عسكرية من نفس قماشة الزي أو البيرية والتي تدل على الصنف العسكري باللون والرمز[1][3]؛ في حالة القتال بتجهيز الكامل من درع وخوذة. (للطيارين بزات طيران خاصة)
- القيافة السادسة: وهي قيافة الرياضة والتدريب البدني عبارة عن ملابس رياضية مدنية وتخصص الوانها حسب السياق العسكري.

## أخرى
يزود جميع أفراد الجيش العراقي تقريبًا بنظام درع الأفراد للقوات البرية المكون من خوذة بالستية وسترة بالستية من الطراز سترة تكتيكية خارجية محسنة (IOTV) وجهاز اتصال لاسلكي (راديو)، وعلى مستوى التسليح الفردي فيتكون من أسلحة خفيفة من مخزون AKM وبنادق القنص الألمانية Heckler & Koch PSG1 ، والبنادق الهجومية من النوع 56، والبنادق الأمريكية M16A2 ، وM16A4 ، والبنادق القصيرة M4 . لا تزال المدافع الرشاشة السوفيتية من طراز PKM تستخدم من قبل المدفعية الآلية / الداعمة ويستخدم جنود معالجة الدروع الـ RPG-7s.
تسجيل الأسلحة ضعيف. يشير تقرير صدر عام 2006 عن المفتش العام لإعادة إعمار العراق (SIGIR) إلى أنه من بين 370.000 قطعة سلاح تم تسليمها إلى الولايات المتحدة منذ سقوط نظام صدام، تم تسجيل 12000 رقم تسلسلي فقط. إن الافتقار إلى المحاسبة المناسبة لهذه الأسلحة يجعل حيازة الأسلحة الصغيرة من قبل القوات المناهضة للحكومة أو الميليشيات الطائفية أسهل بكثير.